# Аладдин и его чудесная лампа
«Аладди́н и его чуде́сная ла́мпа» (англ. Aladdin and His Wonderful Lamp) — короткометражный мультфильм из серии Popeye Color Specials, выпущенный в формате «Техниколор» и впервые показанный в кинотеатрах 7 апреля 1939 года компанией Paramount Pictures. Режиссёр — Макс Флейшер.

## Сюжет
В этом короткометражном мультфильме Олив Ойл является сценаристом для компании Surprise Pictures. Она пишет сценарий для истории об Аладдине, в которой она будет играть прекрасную принцессу, а моряк Попай будет играть Аладдина. Пока Олив печатает, на экране оживает её адаптация Аладдина, где Попаю приходится использовать свой ум против злого визиря, который хочет заполучить волшебную лампу, в которой живёт могущественный джинн. После завершения сценария Олив получает уведомление об увольнении, в котором говорится: «Твою историю об Аладдине выкинули… и тебя тоже! [подпись] Surprise».
Как и во многих мультфильмах про Попая, многие шутки передаются с помощью диалогов. Пока принцесса Олив ждёт признания Попая/Аладдина в любви, он поворачивается к камере и говорит: «Я не знаю, что сказать… Я никогда раньше не занимался любовью в „Техниколор“!» Во время решающей битвы между Аладдином и визирем Олив кричит: «На помощь! Попай… То есть Аладдин, спаси меня!!».

## Роли озвучивали
- Джек Мерсер — моряк Попай (Аладдин)
- Марджи Хайнс[англ.] — Олив Ойл (принцесса)
- Тедд Пирс[англ.] — Злой Ваззир (визирь)[4]

## Производство
Данный короткометражный фильм был последним из трёх спецвыпусков Popeye Color Specials, каждый из которых длился более 16 минут. В отличие от первых двух фильмов, «Аладдин и его чудесная лампа» больше похож на Дисней по сюжету и темпу. Согласно пресс-релизу фильма, для его создания потребовалось 200 цветов и 28 000 отдельных полноцветных рисунков. В пресс-релизе также упоминается 3D-анимация, однако она никогда не использовались в финальной версии. Тем не менее, мельком можно увидеть короткометражный фильм «Популярная наука», в котором задокументировано создание фильма и показана скульптурная модель фотографируемого замка. Кадры из «Аладдина и его чудесной лампы» с новым саундтреком и перезаписанным диалогом были повторно использованы в мультфильме 1949 года «Премьера Попая», где они были представлены как фильм, в котором Попай был главным героем.
В настоящее время данный короткометражный фильм и два других цветных спецвыпуска «Попай-морячок встречается с Синдбадом-мореходом» и «Попай, Али-баба и 40 разбойников» находятся в общественном достоянии и доступны в различных коллекциях домашнего видео и DVD, как правило, перенесённых с некачественных, старых, выцветших кадров. Warner Bros. полностью восстановила этот мультфильм с оригинальными начальными и заключительными заголовками с логотипом горы Paramount и включила в Popeye the Sailor: 1938—1940, Volume 2, который был выпущен 17 июня 2008 года. В качестве бонуса в коллекции также присутствует документальный фильм о создании «Аладдина и чудесной лампы». Эта версия также транслировалась в октябре 2021 года по телеканалу TCM.